# Matthias Stockinger
Matthias Stockinger (* 10. März 1983 in Neunkirchen, Saarland) ist ein deutscher Sänger und Schauspieler.

## Leben
Stockinger absolvierte sein Studium in Gesang und Schauspiel an der Folkwang-Hochschule in Essen. In dieser Zeit spielte er u. a. Oscar d`Armano in „The Wild Party“ und Thomas Parker in „Bat Boy“. Noch während seines Studiums entwickelte und spielte er in der Uraufführung der Kammeroper „Borrowed Lives“ die männliche Hauptrolle Er. Zu seinen weiteren frühen Bühnenstationen gehört das Schauspielhaus Düsseldorf, wo er den Johnny in „Nelie Goodbye“ spielte. Für diese Inszenierung schrieb er auch die Musik.
Matthias Stockinger gehörte zur Premierenbesetzung von Roman Polanskis „Tanz Der Vampire“ in Berlin, Oberhausen und Stuttgart und spielte sowohl den Wirt Chagal, als auch den Vampirgrafen von Krolock. Er gastierte an Stadt- und Staatstheatern in Rollen wie Ltd. Joseph Cable in „South Pacific“, Erich Littnauer in „Grand Hotel“, Radames in Elton Johns „Aida“, Che in „Evita“, Benny in „Rent“, Berger in „Hair“, Sancho Pansa in „Der Mann von La Mancha“. Im Sommer 2011 entwickelte und spielte er als Premierenbesetzung die Rolle König Ludwig II. in der Neuinszenierung des Musicals „Ludwig2“ und ist auch auf der erschienenen CD-Aufnahme in der Titelrolle zu hören.
Im deutschsprachigen Ausland war Matthias Stockinger am Wiener Raimund Theater als Frith in „Rebecca“ und bei den Thuner Seespielen in „West Side Story“ zu erleben. In Innsbruck kreierte und spielte er die Rolle des Bassanio in der Weltpremiere von „Shylock!“ von Brigitte Fassbaender und Stephan Kanyar. Auf der Original-Cast-Live-CD zu dieser Produktion ist er ebenfalls als Bassanio zu hören.
Von 2012 bis 2014 spielte Matthias fest im Schauspielensemble des Theater Trier und war dort u. a. in folgenden Hauptrollen zu sehen: Che in „Evita“, Johannes Pinneberg in „Kleiner Mann, Was Nun?“, DJ Ickarus in „Berlin Calling“, blinder Seher / Jelinek in Jelineks „Aber sicher!“, Theo Lingen (jung) in „Theo Lingen – Komiker aus Versehen“, Valerio in „Leonce und Lena“ und Hérault-Séchelles in „Dantons Tod“.
Seit Sommer 2016 ist Matthias Stockinger regelmäßig im Festspielhaus Füssen zu erleben, zum einen mit seiner Interpretation der Titelrolle Ludwig II. in dem Musical „Ludwig²“ und 2017 auch erstmals als Theseus/Oberon in Heinz Rudolf Kunzes „Ein Sommernachtstraum“.
Matthias Stockinger ist außerdem Gala- und Konzertsänger. Mit seiner eigenen Konzertreihe „Face To Face“ sowie den fremdproduzierten Konzertformaten „Musicals In Concert“ und „Merci Udo“ (eine Hommage an Udo Jürgens) ist er deutschlandweit auf Tour.
Seiner Heimatstadt Neunkirchen ist Matthias Stockinger künstlerisch verbunden durch seine Regiearbeiten bei „Stumm“' 2016 und bei „The Producers“ 2017 und 2018. Im Dezember 2017 und Januar 2018 war er in der Neuinszenierung des Erfolgsmusicals „Die Päpstin“ in der Rolle des Gerold auch selbst in Neunkirchen auf der Bühne zu sehen. 

## Bühnen-Engagements
- Die Päpstin / (Hauptrolle) Gerold; Neue Gebläsehalle Neunkirchen, Regie: Benjamin Sahler
- Ludwig² / (Titelrolle) König Ludwig II.; Festspielhaus Füssen, Regie: Benjamin Sahler
- Ein Sommernachtstraum / (Hauptrolle) Theseus/Oberon; Festspielhaus Füssen, Regie: Benjamin Sahler
- Ludwig² / (Titelrolle) König Ludwig II.; Festspielhaus Füssen, Regie: Benjamin Sahler
- Rent! / (Hauptrolle) Benni; Theater Trier, Regie: Malte Lachmann
- Der Mann von La Mancha / (Hauptrolle) Sancho Pansa; Theater Trier, Regie: Gerhard Weber
- Hair / (Hauptrolle) Berger; Theater Trier, Regie: Gerhard Weber
- Leonce und Lena / (Hauptrolle) Valerio; Theater Trier, Regie: Gerhard Weber
- Dantons Tod / Hérault-Séchelles; Theater Trier, Regie: Gerhard Weber
- Theo Lingen – Komiker aus Versehen / (Hauptrolle) Theo Lingen; Theater Trier, Regie: Werner Tritzschler
- Aber Sicher! / (Hauptrolle) blinder Seher/Jelinek; Banannefabrik Luxemburg/Theater Trier
- Berlin Calling / (Hauptrolle) DJ Ickarus; Theater Trier, Regie: Britta Benedetti
- Kleiner Mann, was nun? / (Hauptrolle) Johannes Pinneberg; Theater Trier, Regie: Gerhard Weber
- Evita / (Hauptrolle) Ché; Theater Trier, Regie: Sven Grützmacher
- Shylock! (UA) / (Hauptrolle) Bassanio; Tiroler Landestheater Innsbruck, Regie: Pierre Wyss
- Ludwig² / (Hauptrolle) Ludwig II.; Big Box Kempten, Regie: Gerhard Weber
- Aida / (Hauptrolle) Radames, Theater Lüneburg, Regie: Iris Gerath-Prein
- Tanz der Vampire Stuttgart / (Hauptrollen-Cover) Graf von Krolock, Chagal; Palladium Theater Stuttgart, Regie: Roman Polanski
- South Pacific / (Hauptrolle) Ltd. Joseph Cable; Staatstheater Kassel, Regie: Matthias Davids
- Tanz der Vampire Oberhausen / (Hauptrollen-Cover) Graf von Krolock, Chagal; Metronom Theater Oberhausen, Regie: Roman Polanski
- West Side Story / (kleine Rolle) Diesel; Seespiele Thun, Regie: Helga Wolf
- Grand Hotel / (Rolle) Erich Littnauer; Theater Osnabrück, Regie: Matthias Davids
- Rebecca Wien / (kleine Rolle) Frith; Raimund Theater Wien, Regie: Francesca Zambello
- Tanz der Vampire Berlin / (Hauptrollen-Cover) Chagal, Koukol; Theater Des Westens Berlin, Regie: Roman Polanski
- Nellie Goodbye / (Hauptrolle) Johnny; Schauspielhaus Düsseldorf, Regie: Anke Schubert
- Bat Boy / (Hauptrolle) Thomas Parker; Theater Minden, Regie: Gil Mehmert
- The Wild Party / (kleine Rolle) Oscar d‘Armano; Weststadthalle Essen, Regie: Gil Mehmert
- Borrowed Lives (UA) / (Hauptrolle) Er; Folkwang-Hochschule Essen, Regie: Anke Schubert

## Diskografie
- 2011: Ludwig² – Der König Kommt zurück
- 2012: Shylock! – Gesamtaufnahme der Uraufführung